# Ясне (Кальміуський район)
Я́сне — селище Докучаєвської міської громади Кальміуського району Донецької області в Україні. Населення становить 800 осіб. Відстань до центру громади становить близько 4 км і проходить автошляхом місцевого значення.

## Населення

### Мова
Розподіл населення за рідною мовою за даними перепису 2001 року:
| Мова       | Кількість | Відсоток |
| ---------- | --------- | -------- |
| російська  | 484       | 54.88%   |
| українська | 398       | 45.12%   |
| Усього     | 882       | 100%     |

За даними перепису 2001 року населення селища становило 882 особи, із них 45,12% зазначили рідною мову українську, 54,88% — російську